# Shion Inoue (Fußballspieler, 1997)
Shion Inoue (japanisch 井上 潮音 Inoue Shion; * 3. August 1997 in der Präfektur Kanagawa) ist ein japanischer Fußballspieler.

## Karriere
Inoue erlernte das Fußballspielen in der Jugendmannschaft von Tokyo Verdy. Hier unterschrieb er 2016 auch seinen ersten Vertrag. Der Verein spielte in der zweithöchsten Liga des Landes, der J2 League. Nach insgesamt 119 Spiele für Verdy wechselte er 2021 zu Vissel Kōbe. Der Verein aus Kōbe spielte in der ersten Liga, der J1 League. Für den Erstligisten bestritt er 29 Ligaspiele. Im Januar 2023 wechselte er zum Erstligaaufsteiger Yokohama FC. Am Ende der Saison 2023 musste er mit dem Verein aus Yokohama als Tabellenletzter in die zweite Liga absteigen. Am Ende der Saison 2024 wurde er mit Yokohama Vizemeister und stieg in die erste Liga auf. Für Yokohama bestritt er 62 Ligaspiele. Nach dem Aufstieg verließ er den Verein und schloss sich im Januar 2025 dem Erstligisten Sanfrecce Hiroshima an.

## Erfolge
Yokohama FC
- Japanischer Zweitligavizemeister: 2024  ▲